# دونالد فارنزورث
دونالد فارنزورث (بالإنجليزية: Donald Farnsworth)‏ هو فنان أمريكي، ولد في 1952 في بالو ألتو في الولايات المتحدة.

## وصلات خارجية
- الموقع الرسمي